# Gheorghe Mustață
Gheorghe Mustață (n. 1961) este un deputat moldovean în Parlamentul Republicii Moldova, ales în Legislatura 2005-2009 pe listele Partidului Comuniștilor.